# Resolució 2013 del Consell de Seguretat de les Nacions Unides
La Resolució 2013 del Consell de Seguretat de les Nacions Unides fou adoptada per unanimitat el 14 d'octubre de 2011. Recordant les resolucions anteriors sobre el Tribunal Penal Internacional per a Ruanda, el consell va autoritzar el jutge Bakhtiyar Tuzmukhamedov, actualment encara compromès amb dos casos del Tribunal a treballar a temps parcial "en una altra ocupació judicial fins al 31 de desembre de 2011, a la llum de circumstàncies excepcionals", a desgrat del paràgraf 3 de l'article 12 bis del l'Estatut del Tribunal Internacional, creat per perseguir el genocidi de Ruanda el 1994. El Consell va instar el Tribunal a adoptar totes les mesures possibles per acabar el treball a tot tardar el 31 de desembre de 2014, i que aquesta excepció no s'hauria de considerar un precedent.